# Cataglyphis hellenicus
Cataglyphis hellenicus är en myrart som först beskrevs av Auguste-Henri Forel 1886.  Cataglyphis hellenicus ingår i släktet Cataglyphis och familjen myror. Inga underarter finns listade.